# Attenti a noi due (film)
Attenti a noi due è un film del 1994, diretto da Mariano Laurenti.

## Trama
Il giovane Nino si trasferisce a Rimini per gestire una pizzeria. Lo raggiunge da Roma l'amico Fabrizio ed insieme avviano una agenzia di investigazioni con il segretario Luigi e la sua amica filippina Sioni.
Nel frattempo il rapporto tra Nino e la sua fidanzata Anna va avanti tra alti e bassi e la data del matrimonio viene sempre rimandata. Ma viene rapita la figlia di Sioni ed è l'occasione per mettere alla prova l'attività dell'Agenzia, che riesce a liberare il bambino. Interviene la polizia che scopre la clandestinità della donna.

## Produzione
Il film è stato prodotto dalla P.A.G., produttore e sceneggiatore è Ninì Grassia, che ha curato anche il soggetto del film.
È l'ultimo dei cinque film girati da Grassia (l'unico di cui non è il regista) con Nino D'Angelo, che ha curato le musiche originali della pellicola.
Il film è stato girato tra Rimini e Riccione.

## Distribuzione
Il film è stato distribuito il 20 gennaio 1994.